# Circonscription de Gellibrand
La circonscription de Gellibrand est une circonscription électorale australienne dans la banlieue ouest de Melbourne au Victoria. La circonscription a été créée en 1949 et porte le nom de Joseph Gellibrand, un des premiers colons européens de la région de Melbourne. Elle comprend les quartiers de Footscray, Altona, Braybrook, Newport, Williamstown et Yarraville.
Elle a toujours été l'un des sièges les plus sûrs pour le Parti travailliste. Ses membres les plus éminents ont été Ralph Willis, ministre des gouvernements Hawke et Keating, et Nicola Roxon, ministre du Cabinet du gouvernement Julia Gillard.

## Représentants
| Nom           | Parti        | Période de mandat |
| ------------- | ------------ | ----------------- |
| John Mullens  | Travailliste | 1949–1955         |
| Hector McIvor | Travailliste | 1955–1972         |
| Ralph Willis  | Travailliste | 1972–1998         |
| Nicola Roxon  | Travailliste | 1998–2013         |
| Tim Watts     | Travailliste | 2013–en cours     |